# Fondation des Hôpitaux
La Fondation des Hôpitaux, anciennement dénommée Fondation Hôpitaux de Paris-Hôpitaux de France, est une fondation française créée en 1989 afin d'améliorer la qualité de vie quotidienne des enfants, des adolescents et des personnes âgées hospitalisés en France.

## Histoire
La Fondation des Hôpitaux, anciennement Fondation Hôpitaux de Paris-Hôpitaux de France, est créée en 1989 par le professeur Claude Griscelli et Jean Choussat, alors directeur général de l'Assistance Publique-Hôpitaux de Paris. Elle est reconnue d'utilité publique en 1993.
La Fondation organise chaque année l'opération Pièces Jaunes, destinée à améliorer les conditions d'hospitalisation des enfants et des adolescents.
La Fondation agit auprès des patients, des soignants et des aidants à travers la subvention de projets, initiés par les hôpitaux publics, partout en France. Depuis sa création, plus de 15 500 projets ont été financés par la Fondation, dont plus de 9 000 en faveur des enfants et des adolescents et plus de 6 000 au profit des personnes âgées.
Pour promouvoir son action auprès du public et lui permettre de faire appel au don en confiance, la Fondation des Hôpitaux a adhéré au Comité de la Charte qui contrôle et garantit la transparence et l'utilisation des dons et legs qu'elle reçoit.
| Identité                        | Période | Période  | Durée  |
| Identité                        | Début   | Fin      | Durée  |
| ------------------------------- | ------- | -------- | ------ |
| Claude Griscelli (né en 1936)   | 1989    | 1994     | 5 ans  |
| Bernadette Chirac (née en 1933) | 1994    | 2019     | 25 ans |
| Brigitte Macron (née en 1953)   | 2019    | En cours | 6 ans  |

Logos de la Fondation des Hôpitaux
Logo jusqu'en janvier 2021
Logo de janvier 2021 à novembre 2024.
Logo depuis novembre 2024.

Logos des Pièces jaunes

## Objectifs
La Fondation des Hôpitaux finance des projets autour de sept grands champs d'action :
- Les patients ;
- Les soignants ;
- Les aidants ;

Pour cela, elle subventionne, grâce au soutien des donateurs, des projets conçus par des équipes hospitalières. En 2019, la Fondation a subventionné plus de 600 projets dans les hôpitaux publics français.
La Fondation organise également des Matinales, conférences mensuelles établissant un lien entre le monde de la santé et le grand public.

## Financement
Jacques Chirac a annoncé qu'il reverserait à la Fondation des Hôpitaux la moitié de l'argent gagné avec son autobiographie Chaque pas doit être un but, l'autre moitié allant à la Fondation Claude-Pompidou.
Le dernier contrôle financier de la Fondation est intervenu en 2017.
Par ailleurs, la Cour des comptes « a justifié pleinement la confiance qui lui était faite par ses donateurs » lors du dernier contrôle, en 2016.
Dans le contexte de la crise du Covid-19, le Mobilier national a annoncé qu'il vendra aux enchères un grand nombre de pièces de mobilier au bénéfice de la Fondation. Cette vente aura lieu lors des Journées du patrimoine des 20 et 21 septembre 2020.
Du 20 avril au 1er mai 2020, en pleine crise sanitaire liée au Covid-19, TF1 a décidé de programmer l'émission Qui veut gagner des millions à la maison ?, au cours de laquelle douze candidats ont permis de remporter 139 000 € pour cette fondation. Les participants ont été Jarry, Jean-Pierre Foucault, Franck Dubosc, Ary Abittan, ainsi que Michèle Bernier accompagnée de sa fille Charlotte Gaccio lors de la première semaine. La seconde semaine, Elie Semoun, Alessandra Sublet, Kev Adams, Marianne James, Denis Brogniart et Jonathan Cohen ont été les candidats qui ont joué au profit de cette dernière.
Depuis le mois de mars 2020, la Fondation a engagé plus de 35 millions d'euros pour venir en aide aux hôpitaux et aux Ehpad à travers la France, et soutenir les soignants, les patients et les aidants faisant face à la crise sanitaire du Covid-19.